# Drabina do raju

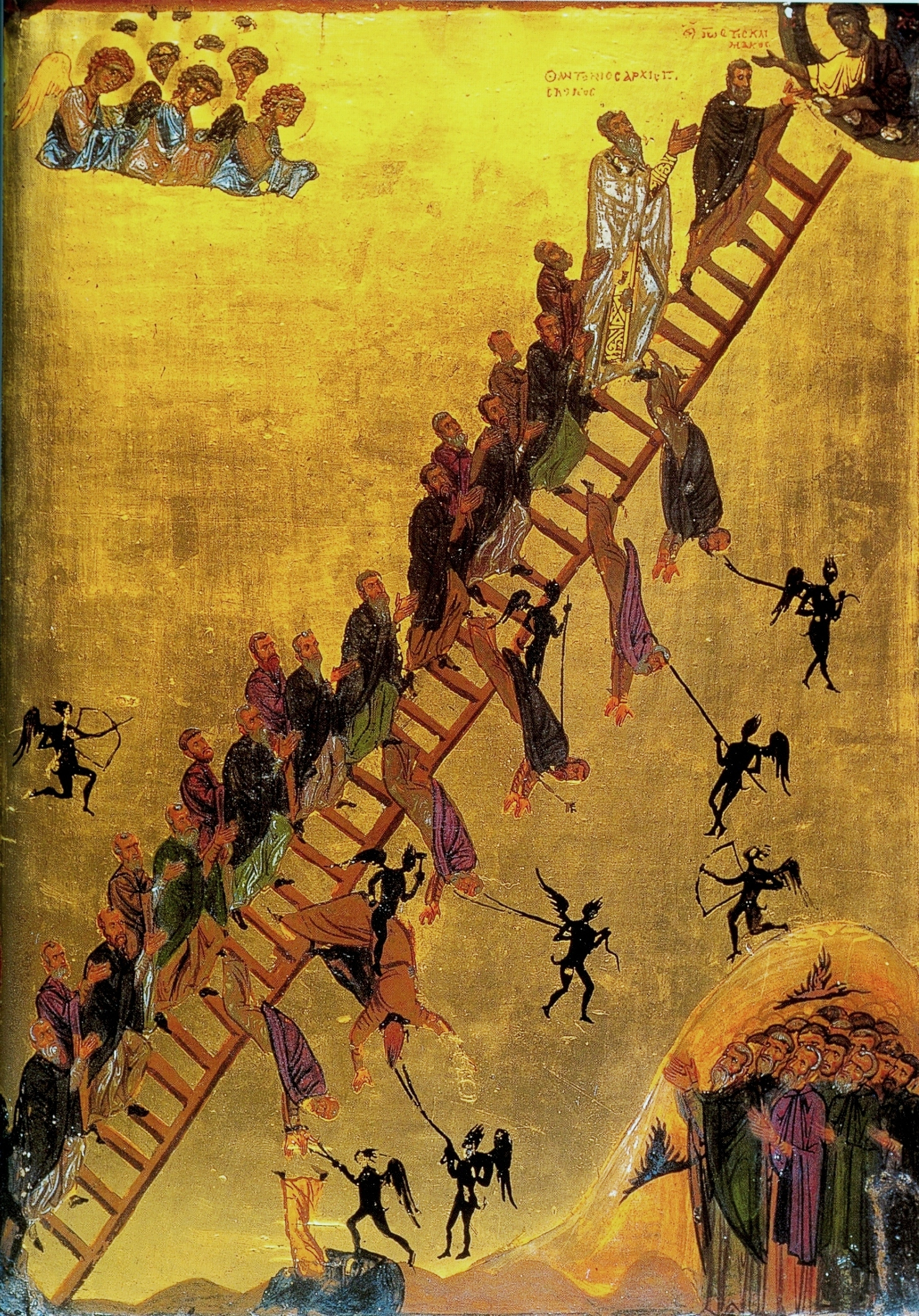
XII-wieczna ikona z klasztoru św. Katarzyny przedstawiająca Drabinę do raju

Drabina do raju (także Drabina cnót, Drabina cnót monastycznych, Drabina św. Jana Klimaka; gr. Κλίμαξ, ros. Лествица) – traktat napisany w pierwszej połowie VII w. przez św. Jana Klimaka pustelnika i mnicha z klasztoru św. Katarzyny na Synaju, opisujący cnoty życia duchowego w klasztorze, niezbędne do zbawienia. Oryginalnie napisany po grecku, wywarł duży wpływ na ruch monastyczny w kościele prawosławnym, stanowiąc jedno z głównych źródeł hezychazmu. Na łacinę został przetłumaczony w XVI w.
Traktat nawiązuje do Drabiny Jakubowej, której poszczególne stopnie prowadzą aż do stanów mistycznych, a w konsekwencji do zjednoczenia z Bogiem. Stał się podstawą popularnego w ikonografii wczesnochrześcijańskiej i prawosławnej przedstawienia drabiny, po której mnisi zmierzają w kierunku zbawienia: każdy szczebel odpowiada jednej z trzydziestu cnót opisanych w traktacie (często szczeble są podpisane), diabły ściągają z drabiny mnichów, którzy którejś z nich nie opanowali, a święci wznoszą modły ze wstawiennictwem za tych, którzy po drabinie się wspinają.

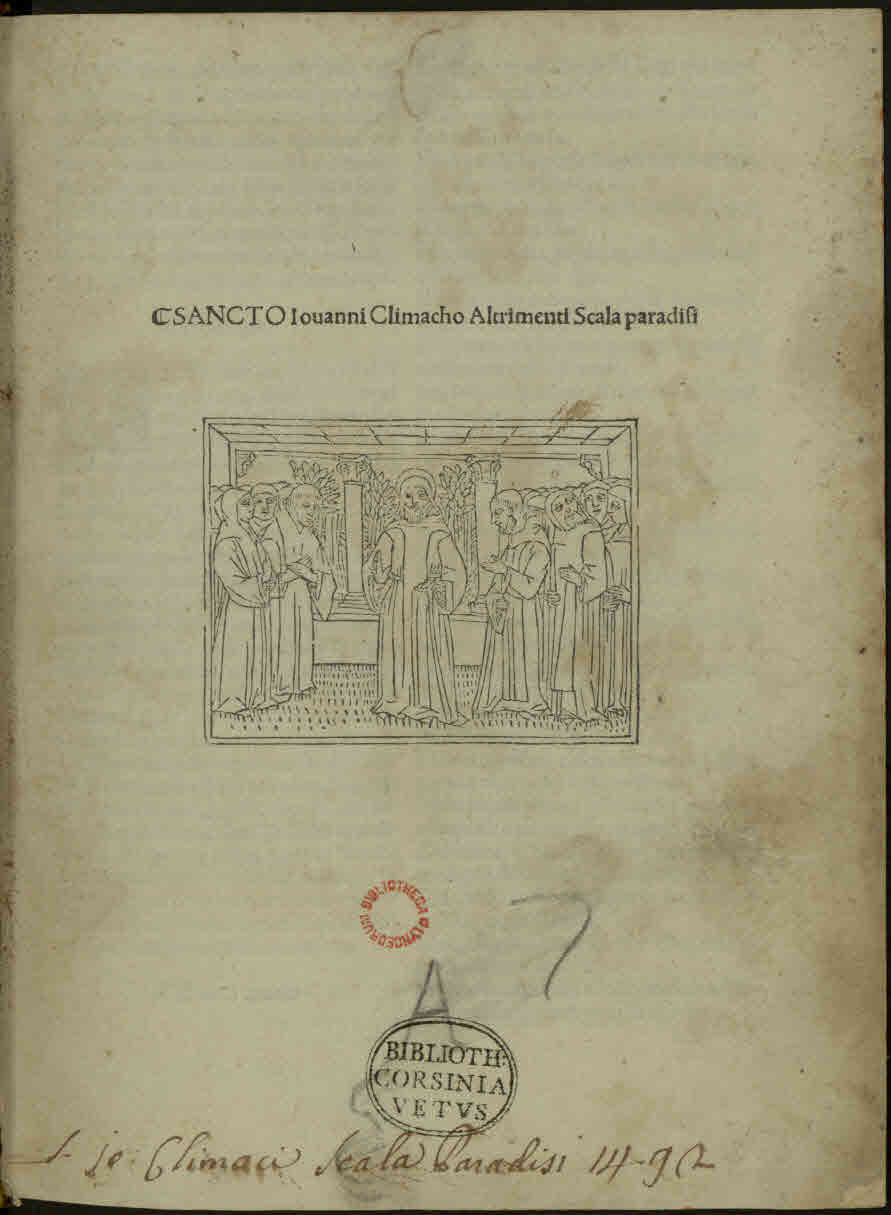
Strona tytułowa wydania z 1492